# ハチジョウノコギリクワガタ
ハチジョウノコギリクワガタ（八丈鋸鍬形、Prosopocoilus hachijoensis）は、コウチュウ目・クワガタムシ科・ノコギリクワガタ属の1種である。日本のノコギリクワガタ属では最小種である。近年では生息数が減少している。
かつてはノコギリクワガタの八丈島亜種に分類されていたが、現在では独立種に分類されている。

## 形態
体長はオスが27.5 - 59.2mm、飼育下58.0(2008)メスが23 - 35mm
ノコギリクワガタと比べると、大アゴや頭部が発達しておらず、体も小さいため、日本に分布する4種のノコギリクワガタ類では最小種になる。
大型個体は少なく、大きい個体であっても、大アゴはノコギリクワガタ特有の屈曲はせず、強く湾曲したり長く発達せず、せいぜいノコギリクワガタの中型個体程度となる。
足が短く、付節が短い。体色は黒色が多く（まれに赤みがかる）、光沢が強い。

## 分布
八丈島（伊豆諸島）のみに生息し、同じように日本国内で、世界でこの島にしかいない種としては、奄美大島のアマミミヤマクワガタがいる。

## 生態
広葉樹の森林に生息する。生息数はやや多い。
成虫は、活動期が4月下旬から7月であり、ピークは5月から6月である。
夜行性。立派な後翅を備えるがほとんど飛翔はせず、夜間カミキリムシ等が多く集まる灯火にも飛来することはない。
他のノコギリクワガタ属のような樹液、腐果等への来集は特に観察されない。後食行動そのものも不活発で、成虫が野生下で何を食べているのかよくわかっていない。日間行動全般にも不明な点が多く、彼らは専ら林床を歩行しており、しばしば路上に現れたり側溝に転落した個体がみられる。日中、落ち葉や倒木の下などに隠れている個体もしばしば見られるが、日差しを避けたりたまたま落ちた側溝で行き場を失ったりといった以上の意味はないらしく、多くの個体は昼行、夜行の区別なく活動する。
羽化脱出後の成虫の寿命は2-3ヵ月程度である。
メスは、広葉樹の立枯れの地中部、倒木の埋没部やその周辺に産卵し、卵から孵化までは約1ヵ月である。
幼虫は、柔らかい朽木や土の中で生活し、朽木を食べて育つ。2回の脱皮を経て、終齢である3齢幼虫となる。幼虫期間は約1 - 2年である。
蛹になるために、初夏に蛹室（ようしつ）を作り始めて、約1ヵ月かけて蛹となり、蛹から羽化までは約1ヵ月である。
羽化した成虫は、そのまま越冬し、翌年の5月ごろに蛹室を出て活動を開始する。羽化した年に活動する成虫は少ない。

## 現在
環境省によって現在絶滅危惧II種に指定されている。
本種は世界でも八丈島にしか生息しない為に、乱獲や、生息環境の破壊は本種を追い詰めている要因となっている。同じように八丈島産の亜種のヒラタクワガタも絶滅危惧II種指定を受けている。